# 떠이장현
떠이장현(베트남어: Huyện Tây Giang / 縣西江)은 베트남 남중부 지방 꽝남성의 현이다.

## 행정 구역
떠이장현은 10사를 관할하고 있다.

### 사
- 아농사 (Xã A Nông, 阿農社)
- 아띠엔사 (Xã A Tiêng, 阿謙社)
- 아브엉사 (Xã A Vương, 阿王社)
- 아싼사 (Xã A Xan, 阿顯社)
- 브할레사 (Xã Bha Lê, 巴黎社)
- 쯤사 (Xã Ch'ơm)
- 장사 (Xã Dang, 當社)
- 장리사 (Xã Ga Ri, 加宜社)
- 랑사 (Xã Lăng, 陵社)
- 쯔히사 (Xã Tr'Hy)